# Der Rat und die Ratsgeschlechter des alten Breslau
Der Rat und die Ratsgeschlechter des alten Breslau ist ein Wappenbuch über den Breslauer Adel von Rudolf Stein. Stein, der eigentlich Denkmalpfleger war, wurde besonders von Oskar Pusch als „Nichtfachmann“ scharf für sein Buch kritisiert.

## Entstehung und Inhalt
Rudolf Stein begann das Buch mit einem Vorwort, in dem er auch ausführte, dass das Buch kein Unterfangen eines „Historikers, Genealogen oder Heraldikers vom Fach“ sei. Der Anlass dieses Buchs sei die ihm in den Jahren 1934 und 1940 anvertraute Aufgabe gewesen, den in vielerlei Hinsicht gefährdeten Bestand des Breslauer Rathauses zu sichern bzw. wiederherzustellen. Anstoßgebend beeindruckt haben ihn die „Kostbarkeiten“ im Schweidnitzer Keller.
Besonderer Anlass war außerdem seine Arbeit als Denkmalpfleger im Ratshaus, als er Wappen in die Rathaus-Fenster und Schlusssteine in den Westräumen anbringen und seine Vorgehensweise in seinem Buch begründen konnte. Er verfasste es in den Jahren 1940 bis 1944.
Inspiriert haben ihn dabei Otto Hupps Wappendarstellungen, die eine sehr große Ähnlichkeit zu seinen Wappendarstellungen aufweisen. Es sind auch einige, von Johannes Mogalle gezeichnete Wappendarstellungen abgebildet, neben den Wappenabbildungen finden sich in dem Buch jeweilige genealogische Inhalte.
Als Beilage wurden dem Buch einige Grundrissdarstellungen hinzugefügt.
Vor seiner Veröffentlichung wurde Steins Werk von Hans-Jürgen von Witzendorff-Rehdiger durchgesehen bzw. kontrolliert.

## Manuskript
Das von Stein angefertigte zugrundeliegende Manuskript befand sich über den Zweiten Weltkrieg hinweg im Luftschutzkeller des Stadtarchivs. Zur Überraschung Steins gelang es Hans Jessen, der mit Stein aus Breslau letztendlich nach Bremen gelangt bzw. geflüchtet war, im Jahr 1959, das fast vollständig erhalten gebliebene Manuskript von den inzwischen polnischen Archiven zu leihen.

## Bewertung
Im Archiv für Sippenforschung und alle verwandten Gebiete wird das Buch kurz nach seiner Veröffentlichung als „herrliches Werk“ und „Kostbarkeit“ von herausragender „erste[r] Qualität und Ausstattung“ gelobt.
Oskar Pusch hingegen erkannte „Mängel und Unzulänglichkeiten“ in Steins Veröffentlichung. Besonders kritisierte Pusch Steins unwissenschaftliche Vorgehensweise, mit „fünfzig angeblich eingesehene[n] und ausgewertete[n] Literaturangaben“ voranzugehen und sie zur weiteren Überprüfung dem Leser zu überlassen. Stein habe auch selbst gesagt, dass Belege für alle Daten und Angaben bei einer genealogischen Arbeit aufgrund des Aufwands unmöglich seien.
Gerade durch die Tatsache, dass Steins Buch, wie Pusch schrieb, „bei vielen in genealogischer Hinsicht als sakrosankt zu gelten begann“, sei der Entschluss in ihm herangereift diesem Buch „bewusst und gezielt entgegenzutreten“. Pusch habe sich seiner Vaterstadt nahezu verpflichtet gefühlt.
Pusch hatte den einstigen Vorsitzenden der Arbeitsgemeinschaft ostdeutscher Familienforscher, Curt Liebich, dazu veranlasst, auf verschiedenen Sitzungen der Historischen Kommission für Schlesien, Rudolf Stein, daneben auch Hans-Jürgen von Witzendorff-Rehdiger, auf ihre Mängel hinzuweisen. Pusch hatte Rudolf Stein auf einer Tagung der Ranke-Gesellschaft auf Burg Büdingen zudem persönlich angekündigt, dessen Buch „hart anzugreifen“.
Er erwähnte daneben noch Erbo von Schickfus-Neudorff, den „Altmeister schlesischer Genealogie“, der Steins Buch ebenso hinsichtlich genealogischer Mängel, vielfachem Vertauschen der Begriffe rechts und links, „unberechtigter Zutaten, Weglassungen und sonstigen Auslassungen“ heftig kritisierte.

## Buch
Nach Angaben der Zeitschrift Die Sprache (1963) beinhaltet das Buch 350 Seiten (abweichende Angabe: „VIII und 326 Seiten“), davon 181 farbige Wappentafeln, 12 Stiche und Lithographien („Lithos“). Es ist ein „Kunststoff-Ganzlederband im Papierschuber“ und kostete zum Zeitpunkt der Herausgabe 58 Mark.

## Ausgabe
- Göttinger Arbeitskreis (Hrsg.): Rudolf Stein: Der Rat und die Ratsgeschlechter des alten Breslau. Holzner Verlag, Würzburg 1963.